# Темірбека Жургенева
Темірбе́ка Журге́нева (каз. Темірбек Жүргенов) — село, центр Айтекебійського району Актюбінської області Казахстану. Адміністративний центр сільського округу Темірбека Жургенева.
Населення — 7167 осіб (2021; 5909 у 2009, 5065 у 1999, 4503 у 1989).
До 2020 року село називалось Комсомольське.